# ریشهر
ریشهر، شهری قدیمی مربوط به دوره عیلامیان است و در منتهی الیه جنوبی جزیره بوشهر واقع شده و این اثر در تاریخ ۲۴ شهریور ۱۳۱۰ با شمارهٔ ثبت ۱۲ به‌عنوان یکی از آثار ملی ایران به ثبت رسیده‌است.

## موقعیت
ریشهر (بوشهر قدیم)، واقع در بخش مرکزی شهرستان بندر بوشهر یکی از آثار تاریخی و از نقاط دیدنی استان بوشهر در جنوب ایران است.
«ریشهر» در جنوب شهر بوشهر واقع شده‌است. قدمت آثار کشف شده آن به هزاره سوم تا هزاره اول پیش از میلاد می‌رسد.
آثار مکشوف در سال‌های ۱۸۷۲ تا ۱۸۷۷ میلادی و نتایج اکتشافات باستان شناسان فرانسوی به سرپرستی پزار در سال ۱۹۱۴ میلادی که شامل کتیبه‌های میخی عهد شوتروک ناهونته و آثار بناها و اشیا مفرغی و سفال‌های نقش داراست، نشان می‌دهد که ریشهر از هزاره دوم پیش از میلاد یکی از شهرهای مهم امپراتوری عیلام بوده‌است. از آجر نوشته‌های عیلامی معلوم می‌شود که این شهر در آن عصر به نام «لیان» خوانده می‌شده‌است. ظاهراً لیان به سبب موقعیت خاص جغرافیایی یکی از حلقه‌های ارتباطی تمدن‌های شرق و غرب دنیای قدیم بوده‌است چرا که مرزهای جنوبی فلات ایران به سبب هم جواری با دریا و سایر شرایط جغرافیایی به شهروندان فلات هند اجازه می‌داد که از آب‌های ساحلی، برای ارتباط تجاری با تمدن‌های ایران و دشت بین‌النهرین استفاده کنند.
نام ریشهر خلاصه شده «ریواردشیر» است. اردشیر بابکان شهرهای متعددی در زمان حکومت خود برپا نمود که در واقع ریو اردشیر یکی از آن‌ها می‌باشد که می‌توان گفت تجدید بنای همان شهر لیان بوده‌است. این شهر در دوران ساسانیان یکی از مهم‌ترین مراکز علمی و ادبی محسوب می‌شد و در آن جا جماعتی از دانشمندان و نویسندگان جای داشتند. ریشهر بعد از اسلام تا سده‌هایی چند رونق داشت. گفته می‌شود که این شهر در سده شانزدهم در حدود دو هزار خانه مسکونی داشته و دو منطقه باستانی «تل پی تل» و «شاه نشین» نیز در همان حوالی ریشهر شناسایی شده‌اند. بوشهر و ریشهر و چند قریه دیگر در شبه جزیره‌ای واقع که از سمت شمال محدود است به خور سلطانی و از مغرب به دریا و از جنوب به خلیج کوچک هلیله. نوشته‌اند که در زمان نادر شاه جمعیت ریشهر به بوشهر منتقل شد و در نتیجه ریشهر متروک بماند. منطقه ریشهر در تاریخ ۲۴ شهریور ۱۳۱۰ در فهرست آثار ملی ایران به ثبت رسیده‌است.